# Quark top
Le quark top (en abrégé t) est un quark, une particule élémentaire de la physique des particules.

## Propriétés

Diagramme de désintégration des quarks.

Comme tous les quarks, le quark top est un fermion. Il s'agit d'un quark de 3e génération possédant une charge électrique de +2/3 e. Il est le quark le plus massif avec une masse de 171,77 ± 0,38 GeV/c2,, (presque autant qu'un atome d'or).
L'antiparticule du quark top est l'antiquark top, de charge électrique −2/3 e.
Le quark top interagit principalement[réf. nécessaire] par l'intermédiaire de l'interaction forte mais ne peut se désintégrer que par l'intermédiaire de l'interaction faible, presque exclusivement[réf. nécessaire] en un boson W et un quark bottom. Le modèle standard lui prédit une durée de vie d'environ 10−25 s, soit environ 20 fois moins que l'ordre de grandeur des durées des interactions fortes. En conséquence, le quark top ne peut pas former de hadron.

## Histoire

Diagramme d'une collision produisant une paire quark-top quark anti-top.

Dans les années précédant la découverte du quark top, on réalisa que certaines mesures de précision des masses et des couplages des bosons vecteurs de l'interaction électrofaible étaient très sensibles à la valeur de la masse du quark top. Ces effets permirent la détection indirecte du quark top, même si celui-ci ne pouvait pas être produit à l'époque. Ces effets conduisirent Gerard 't Hooft et Martinus Veltman à prédire en 1994 une masse du quark top comprise entre 145 et 185 GeV (ce qui leur valut en partie le prix Nobel de physique en 1999).
Le quark top fut directement observé par les expériences CDF en 1994 puis DØ en 1995, au Tevatron (Fermilab) ; les collisions proton-antiproton à une énergie de 1,8 TeV qui ont lieu dans cet accélérateur permettent une production de milliers de quark top par an. Il a ensuite été observé au LHC (CERN) en 2010. Le LHC et le Tevatron sont les deux seuls endroits sur terre où cette particule a pu être observée. Le processus de production dominant produit le quark top en compagnie de son antiparticule, lesquels se désintègrent immédiatement en quarks b et bosons W. Le boson W se désintègre ensuite hadroniquement ou leptoniquement.
Après la découverte de l'autre quark de 3e génération (le quark bottom) en 1977, une tentative fut faite pour les nommer beauty (« beauté ») et truth (« vérité ») ; cet usage ne se maintint pas et les quark furent nommés bottom et top.

## Une particule rare et très massive[Information douteuse]
Douze ans après sa découverte, le quark top est l'un des sujets d'étude de la physique des hautes énergies (physique Terascale). 

Pourquoi est-il si massif ?[Information douteuse] Que peut-il nous révéler des origines de la masse des particules ?[Information douteuse] La masse du boson de Higgs est reliée à celle du quark top. La mesure de la masse du quark top doit être précisée (actuellement avec une précision de 0.22% d'incertitude). Il est bien entendu que massif ne veut pas dire étendu. Sa durée de vie ne lui permet pas de participer au confinement. 
Le Large Hadron Collider (LHC, CERN, Suisse) devrait produire 7 fois plus de quarks top que le Tevatron (par millions).